# Битка при Перитор
Битката при Буруград (Перитор) се води на 7 юли 1345 между българите и турско-ромейски сили близо до днешното село Арбаджикьой – столицата на българския феодал Момчил в Беломорска Тракия. Резултатът е османско-византийска победа. Полесражението е при крепостта Буруград (Перитор) на езерото Порто Лагос при село Арбаджикьой. 

## Причини за конфликта
От 1341 година турските наемници на претендента за византийския трон Йоан Кантакузин се бият срещу подкрепяния му от България опонент Йоан V Палеолог и започват да нападат българските селища в Тракия и Източните Родопи. След като управителя на Родопите и Егейския район Момчил не получава помощ нито от българския цар Иван Александър, нито от византийците, започва да се бори сам срещу мюсюлманските нашественици. През 1344 година севастократор Момчил побеждава турците и успява да изгори корабите им в битката при Абдера.

## Битка
На следващата година турците отново тръгват срещу Момчил със своята армия под командването на Умур бег, която действа заедно с византийската на император Йоан VI Кантакузин. На 7 юли 1345 г. пред стените на крепостта Буруград (Перитор) в околностите на днешното село Арбаджикьой. Жителите на крепостта не му отварят вратите. Десният флнг на съюзническата армия  се води от Умур бег, а левият - от византийският военачалник Йоан Асен, брат на императрица Ирина и син на Андроник Асен. Българският владетел, който има много по-малко войска от турско-ромейската армия, губи битката и загива в сражението.

#### Подготовка
През май 1345 г. Умур бег, предводител на селджуците от бейлика Айдън и съюзник на Кантакузин, пристига от Мала Азия на Балканския полуостров с намерението да потърси сметка на Момчил за претърпените в предишната година поражения. След голяма подготовка обединените войски на Умур и Кантакузин се отправят срещу Момчиловата държава. Силите са категорично в тяхна полза – само турците са 20 000, срещу тях Момчил може да противопостави своята армия от 5000 конници. При това положение родопския войвода се опитва да преговаря като предлага да приеме върховенството на Кантакузин, но среща категоричен отказ. Момчил разчита на яката крепост Перитор (Боруград), недалеч от Бяло море и от Царево (Ксанти). Населението на Перитор обаче извършва предателство в последния момент и когато Момчил пристига с армията си пред стените на града, не го допуска вътре. Приета е само съпругата му, ескортирана от братовчед му Райко с 50 войника. Периторци обявяват, че градът ще бъде награда за победителя в битката пред стените на града. Момчил решава да приеме битката с превъзхождащия го 4 – 5 пъти противник, като се отказва от донеслата му успех предишната година тактика на маневриране и изненадващи нападения срещу разединени сили на противника. Няма обяснение за това негово решение, което се оказва тежка стратегическа грешка. С неразумна храброст той разгръща отряда си пред стените на крепостта, защитавайки се от обход и удар в гръб с нея, и очаква нападението на противника.

#### Ход на битката
На 7 юли 1345 строеният пред стените на Буруград отряд на Момчил е атакуван е от многочислени турски предни сили, които отхвърлят българите и убедени, че са победили, се пръскат да мародерстват в околността. Когато пристигат главните сили водени от императора и Умур бег те изненадани виждат пред себе си строена в пълен боен ред уж разбитата българска войска и са принудени също да се строят за бой. В центъра са елитните турски и ромейски части, командвани лично от императора, дясното крило от леко въоръжени турци командва Умур бег, а на лявото е византийската конница под командата на военачалника Йоан Асен, брат на императрица Ирина и син на Андроник Асен. Противно на очакванията атаката започва не огромната турско-ромейска армия, а войните на Момчил. Те удрят с голяма енергия центъра и се врязват в противниковата войска, но подавляващото числено превъзходство си казва думата и дълбоко ешелонираните редове на противника макар да се огъват, не са пробити и устояват на удара. Те на свой ред се опитват да настъпят, но сега българите твърдо и дълго устояват на техния многочислен натиск. Сражението е продължително и много ожесточено, дълго не е ясно кой ще надделее, постепенно обаче българите са изтласкани в към стените на Буруград където не могат да водят бой в конен строй. Момчил пръв слиза от коня и както винаги лично повежда поредната атака като се хвърля пеша извадил меча си срещу приближаващия противник, изумлението и възхищението на турци и ромеи от храбростта и силата му остава записано в стиховете „Деянията на Умур паша“ на Енвери и хрониката на Кантакузин. Боят е ожесточен и никой от българите не мисли да отстъпва пред пълчищата турци и византийци, но Момчил пада в боя и това окончателно решава изхода му. Дори врагът му императора споделя в писанията си, че плакал над посеченото му тяло оплаквайки непоколебимия му дух и изключителната му личност. Тай заповядва жената на Момчил ескортирана от Райко и българите да бъде пропусната свободно с всичките си скъпоценности до границата с Търновското царство, откъдето явно тя е родом.

## Последици
След битката турците плячкосват необезпокоявано. Момчил е първият балкански владетел, който атакува турците, видял реалната заплаха, която представляват. Той е и първият балкански владетел, убит от турците.Неговата смела съпротива влиза в народния фолклор и името му става легенда.
Момчил пада в сражението срещу турците като обикновен воин, подвигът му е повторен след това от последния ромейски император, когато турците превземат и Константинопол. Храбростта на Момчил е отразена в летописите и епоса на балканските народи. Йоан Кантакузин освобождава Райко и съпругата на Момчил, но отнема владението им и включва областта Меропа в своите земи. дали обаче извън тясната ивица по крайбрежието е имал реална власт във вътрешността на Родопите при Подвис, където според преданието се установява с част от оцелелите воини войводата на севастократор Момчил и негов братовчед Райко и с тях и рода си прави селото Райково (дн. част от Смолян) е трудно да се каже.
Турците победили опасен противник като българския владетел и защитник на Беломорието здраво се вкопчват в европейските земи. Гражданската война между ромеите продължава, а балканските владетели все още не приемат азиатската заплаха достатъчно сериозно, което допълнително улеснява техните нападения и завоевания.